# Pablo Bengolea
Pablo Alberto Bengolea (ur. 8 maja 1986 w Buenos Aires) – argentyński siatkarz, reprezentant kraju, grający na pozycji przyjmującego. Od listopada 2018 roku występuje w greckiej drużynie Ethnikos Aleksandropolis.

## Sukcesy klubowe
Mistrzostwo Niemiec:
- 2012

Puchar Argentyny:
- 2013
- 2015

Klubowe Mistrzostwa Ameryki Południowej:
- 2013, 2015

Mistrzostwo Argentyny:
- 2013, 2015

## Sukcesy reprezentacyjne
Puchar Panamerykański U-23:
- 2012

Memoriał Huberta Jerzego Wagnera:
- 2012

Mistrzostwa Ameryki Południowej:
- 2013

## Nagrody indywidualne
- 2013: MVP ligi argentyńskiej w sezonie 2012/2013